# Konstanty Aleksander Woyna Jasieniecki
Konstanty Aleksander Woyna Jasieniecki herbu Haki (zm. w 1713 roku) – podkomorzy brasławski w latach 1693–1713, ciwun tendziagolski w latach 1679–1712.
Poseł na sejm 1685 roku z powiatu brasławskiego. Poseł sejmiku brasławskiego na sejm 1690 roku. Poseł sejmiku powiatu brasławskiego na sejm konwokacyjny 1696 roku. 
W 1674 roku był elektorem Jana III Sobieskiego z województwa mińskiego. W 1697 roku był elektorem Augusta II Mocnego z województwa wileńskiego. 